# Гжегож Схетина
Гжегож Јулијуш Схетина (пољ. Grzegorz Juliusz Schetyna; рођен 18. фебруара 1963. у Ополу) је пољски политичар, историчар и посланик у Сејму Републике Пољске. Од 2007. до 2009. године био је на месту министра унутрашњих послова и администрације, као и заменик премијера у влади Доналда Туска. Од 8. јула 2010. године је председавајући Сејма Републике Пољске (скупштине) и в. д. председник Републике Пољске.

## Биографија

### Младост и школовање
Рођен је 18. фебруара 1963. године у Ополу од оца Збигњева и мајке Дануте. До 1989. године био је у антикомунистичкој опозицијим, у покрету Борбена Солидарност (пољ. Solidarność Walcząca). Прво је студирао право, а 1990. године је завршио историју на Филозофско-историјском смеру на Вроцлавском универзитету. На факултету је неколико година био вођа студентског антирежимског покрета „Независна студентска унија“ (пољ. Niezależne Zrzeszenie Studentów). Од 1988. године је водио штрајкачки комитет Независне уније студената у Вроцлаву.

## Политичка делатност
Од 1991. до 1992. године је био заменик војвде Вроцлавског војводства. Од 1997. године је био биран за посланика. Био је посланик од 1997 — 2001, од 2001 — 2005, од 2005 — 2007. Године 2007. је поново изабран за посланика када је освојио 54.345 гласова. Од 2001. године се налази у партији Грађанска платформа (пољ. Platforma Obywatelska). Пре тога је био члан Либерално-демократског конгреса (пољ. Kongres Liberalno-Demokratyczny) који се 1994. године ујединио са другом странком и основана нова партија Унија слободе (пољ. Unia Wolności) у којој је остао све до 2001. године.
Од 16. новембра 2007. године био је Министар унутрашњих послова и администрације (пољ. Ministerstwo Spraw Wewnętrznych i Administracji) и заменик премијера у влади Доналда Туска. 7 октобра 2009. године је поднео оставку. После 2 дана изабран је за шефа посланичког клуба Грађанске платформе. Председник Пољске Лех Качињски је прихватио његову оставку 13. октобра 2009..
Грађанска платформа је 5. јула 2010. године објавила да ће Гжегож Схетина бити кандидат ове партије за председавајућег Сејма Републике Пољске (скупштине). На ово место је предложен уместо Броњислава Коморовског (пољ. Bronisław Komorowski) који се повукао са ове функције. За председавајућег Сејма је изабран 8. јула 2010. године са 277 гласова за, 121 против и 16 уздржаних гласова..
Када је изабран на ову функцију аутоматски је постао и привремени вршилац дужности председника Републике Пољске. Вршилац дужности председника Републике Пољске био је до 6. августа, када је на дужност ступио новоизабрани председник Броњислав Коморовски.